# Teagan Presley
Teagan Presley (The Woodlands Texas, Estats Units; 24 de juliol de 1985) és una actriu porno nord-americana.

## Biografia
El gener de 2004, als 18 anys, Teagan va rodar una de les seves primeres escenes porno per a la pel·lícula Just Over Eighteen 10 de l'estudio Xarxa Light District Video. Durant els set mesos següents va rodar escenes per més de quaranta pel·lícules, incloent multitud d'escenes anals i de doble penetració. En aquest any apareix en la pel·lícula Up Your Ass 22 realitzant la seva primera escena de sexe anal interracial, en la qual és penetrada per Brian Pumper i Mr. Marcus, després ella va afirmar que va gaudir molt l'haver estat penetrada per l'anus per aquests actors, per la qual cosa després comença a realitzar nombroses escenes interracials. El seu aspecte d'adolescent normal, completament allunyat de la imatge típica d'actriu porno, les seves pràctiques de sexe extremes (especialment anals), el seu pit pla i la seva semblança física amb la cantant Britney Spears van ser factors clau del seu èxit, fent-li guanyar un enorme nombre de fans entre els amants de les "adolescents" i del físic "natural", poc freqüent entre les actrius porno. El juliol de 2004 Teagan va signar un contracte exclusiu de 3 anys amb la productora nord-americana Digital Playground. Dos mesos després es va sotmetre a una operació d'augment de pit, passant del seu pit pla natural de la talla 80 a una talla 95, a més d'una rinoplàstia, va perdre pes, es tiñó el pèl de ros platí i va començar a canviar la seva imatge de nena adolescent per la de sex symbol pornogràfic. Teagan va continuar treballant en exclusiva per a Digital Playground fins a desembre de 2008, quan va ser acomiadada per la productora.
Després del seu acomiadament de Digital Playground, Teagan va tenir dificultats per ser contractada per altres estudis, ja que posaven com a condicions que rodés escenes de sexe extrem com havia fet abans del seu contracte exclusiu i que les rodés amb altres actors porno que no anessin el seu marit Tyler Durden, al que Teagan no estava disposada, encara que finalment va cedir. Tan sols va rodar un parell d'escenes després del seu acomiadament, una d'elles de sexe anal extrem, i a continuació va començar a realitzar una gira d'aparicions en clubs de striptease per tot Estats Units que va durar fins a finals de 2008, quan va crear la seva pròpia productora amb el seu actual nuvi Joshua, anomenada Skinworxxx. Al juny de 2008 Teagan i Tyler Durden es van divorciar, al·legant Teagan maltractaments.
Al juny de 2008 Teagan va començar a sortir amb el seu actual nuvi, anomenat Joshua, al principi aliè a la indústria del porno, però al que Teagan va introduir en la indústria quan tots dos van crear la seva pròpia productora Skinworxxx, de la qual Joshua és co-propietari al costat de Teagan i al costat de l'actriu porno Eva Angelina i per la qual treballa com a director. Al juliol de 2008 Teagan es va sotmetre a una nova operació d'augment de pit, canviant els seus implants previs de talla 95 per uns altres de talla 100. Va subhastar els seus implants de silicona previs en eBay i va donar una petita part dels beneficis a una fundació de lluita contra el càncer de mama. A més, en l'estiu de 2008 es va realitzar múltiples tatuatges, entre ells un enorme tatuatge que cobreix gairebé completament el seu braç esquerre i diversos més en el costat, en el clatell, i en l'esquena, entre d'altres.
Des de l'estiu de 2008 fins a desembre de 2009 solament va rodar dues escenes, ambdues per a les úniques dues pel·lícules que ha llançat la seva productora Skinworxxx amb la qual va decidir treballar exclusivament, ambdues lèsbiques, dirigides pel seu nuvi Joshua.
Teagan va ser nomenada Penthouse Pet del mes de gener de 2009, apareixent en la revista Penthouse d'aquest mes. L'agost de 2009 Teagan es va sotmetre a una altra operació per augmentar-se els pits a la talla 105.
Al novembre de 2009 Teagan va signar un contracte exclusiu amb la productora Adam & Eve, però que li permet treballar amb la seva productora Skinworxxx.
El 2010, la pel·lícula lèsbica Femme core va suposar el seu debut en la direcció.

## Premis

### AVN
- 2007: Premi AVN a la Millor escena lèsbica per Island fever 4.
- 2009: Premi AVN a la Millor escena de masturbació per Not Bewitched XXX.[3]

### XRCO
- 2004: Premi XRCO a la Millor actriu revelació
- 2004: Premi XRCO a la Millor actriu teen
- 2004: Premi XRCO al Millor trio

### Altres premis
- 2004 Rog Reviews Critic's Choice Award – a la millor actriu revelació
- 2004 CAVR Award – Actriu de l'any
- 2004 F.O.X.I. Award – a la Millor Vixen
- 2004 Adam Film World Award – a la Millor actriu revelació
- 2007 F.A.M.I. Award– al Millor cul[4]
- 2008 Night Moves Adult Entertainment Award – a la Millor ballarina de striptease[5]